# Salomon August Andrée
Salomon August Andrée (Gränna, 18 de octubre de 1854–algún lugar en  el océano Ártico, octubre de 1897), que siempre firmó y fue conocido durante su vida como S. A. Andrée, fue un ingeniero, físico, político, aeronauta y aventurero sueco, conocido por su fallida y fatal expedición en globo al Polo Norte, iniciada el 11 de julio de 1897. 
Se trataba de hecho de la primera vez que un globo era empleado para un viaje de esas características. Él y sus dos compañeros a bordo del globo Örnen (Águila) se estrellaron al tercer día de la expedición, sobreviviendo durante meses en un banco de hielo hasta finalmente fallecer.
Fue encarnado en 1982 por el actor Max Von Sydow en el filme El vuelo del Águila, de Jan Troell.

## Véase también

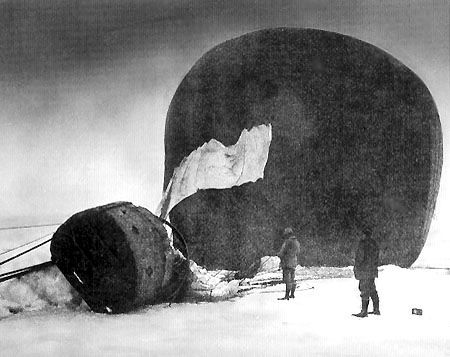
El Örnen (Águila) apenas caído en su descenso al hielo. Fotografía de Nils Strindberg recuperada en 1930.

## Literatura
- Ahlman, Axel (1928) Isviddernas hjältar (Héroes del reino del hielo) ed. Gleerup, Lund, Suecia - texto popular de expediciones polares; autor con larga experiencia de viajes al océano Ártico y hace un análisis detallado de que pudo ocurrirle a Andrée.
- Andrée, S.A., Fraenkel, K; Strindberg, N. (1930) Med Örnen mot polen (Con el Águila hacia el polo) ed. Bonniers, Estocolmo - crónica original y publicación del diario y notas de la expedición, y algunas de sus fotos.
- Kjellström, Rolf (1999). "Andrée-expeditionen och dess undergång: tolkning nu och då", in The Centennial of S.A. Andrée's North Pole Expedition: Proceedings of a Conference on S.A. Andrée and the Agenda for Social Science research of the Polar Regions, ed. Urban Wråkberg. Estocolmo: Centro de Historia de la Ciencia, Royal Swedish Academy of Sciences.
- Lundström, Sven (1997). "Vår position är ej synnerligen god..." Andréexpeditionen i svart och vitt. Borås: Carlssons förlag. Lundström es curador de Andreexpedition Polarcenter en Gränna, Suecia. Museo principalmente dedicado a la Expedición polar de Andrée.
- Sörlin, Sverker. Entradas Andrée, Salomon August & Andrée-expeditionen en la web de la encyclopedia Nationalencyklopedin, visto 27 de abril de 2006 (sueco)
- Nordisk familjebok 2.ª ed. entrada Andrée, Salomon August (sueco; escrito varios años antes de que se descubriera el destino final de la expedición)
- Sollinger, Guenther (2005) S.A. Andree: The Beginning of Polar Aviation 1895-1897. Moscú. Russian Academy of Sciences.
- Sollinger, Guenther (2005) S.A. Andree and Aeronautics: An Annotated Bibliography. Moscú. Russian Academy of Sciences.